# Azygopterus
Azygopterus is een monotypisch geslacht van straalvinnige vissen uit de familie van stekelruggen (Stichaeidae).

## Soort
- Azygopterus corallinus Andriashev & Makushok, 1955